# Judy Simpson
Judith „Judy” Earline Veronica Simpson (z domu Livermore, ur. 14 listopada 1960 w Kingston) – brytyjska lekkoatletka pochodzenia jamajskiego, wieloboistka, trzykrotna uczestniczka letnich igrzysk olimpijskich (Moskwa 1980, Los Angeles 1984, Seul 1988).

## Sukcesy sportowe
- złota (1985) oraz brązowa (1980) medalistka mistrzostw Wielkiej Brytanii w biegu na 100 metrów przez płotki
- srebrna (1984) oraz brązowa (1985) medalistka mistrzostw Wielkiej Brytanii w skoku wzwyż
- srebrna (1985) medalistka mistrzostw Wielkiej Brytanii w skoku w dal[1]

| Rok  | Miasto      | Zawody                     | Konkurencja       | Wynik         |
| ---- | ----------- | -------------------------- | ----------------- | ------------- |
| 1982 | Brisbane    | igrzyska Wspólnoty Narodów | siedmiobój        | srebrny medal |
| 1982 | Ateny       | mistrzostwa Europy         | siedmiobój        | 7. miejsce    |
| 1983 | Edmonton    | uniwersjada                | siedmiobój        | brązowy medal |
| 1984 | Los Angeles | igrzyska olimpijskie       | siedmiobój        | 5. miejsce    |
| 1985 | Kobe        | uniwersjada                | siedmiobój        | brązowy medal |
| 1985 | Moskwa      | puchar Europy              | bieg na 100 m ppł | 5. miejsce    |
| 1986 | Edynburg    | igrzyska Wspólnoty Narodów | siedmiobój        | złoty medal   |
| 1986 | Stuttgart   | mistrzostwa Europy         | siedmiobój        | brązowy medal |
| 1990 | Auckland    | igrzyska Wspólnoty Narodów | siedmiobój        | brązowy medal |

## Rekordy życiowe
| Dystans                               | Wynik   | Miasto i data        |
| ------------------------------------- | ------- | -------------------- |
| pięciobój                             | 4304    | Moskwa 24/07/1980    |
| siedmiobój                            | 6623    | Stuttgart 30/08/1986 |
| bieg na 200 metrów                    | 24,76   | Ateny 09/09/1982     |
| bieg na 800 metrów                    | 2:11,49 | Ateny 10/09/1982     |
| bieg na 60 metrów przez płotki (hala) | 8,31    | Paryż 18/01/1985     |
| bieg na 100 metrów przez płotki       | 13,05   | Stuttgart 29/08/1986 |
| skok wzwyż                            | 1,92    | Stuttgart 29/08/1986 |
| skok w dal                            | 6,56    | Stuttgart 30/08/1986 |
| pchnięcie kulą                        | 14,73   | Stuttgart 29/08/1986 |
| rzut oszczepem (stary model)          | 40,92   | Stuttgart 30/08/1986 |